# Velika nagrada Francije 1950
Velika nagrada Francije 1950 je bila šesta dirka Svetovnega prvenstva Formule 1 v sezoni 1950. Odvijala se je 2. julija 1950.

## Prijavljeni
| Št | Dirkač                | Moštvo                        | Konstruktor   | Šasija                  | Motor          | Gume |
| -- | --------------------- | ----------------------------- | ------------- | ----------------------- | -------------- | ---- |
| 2  | Nino Farina           | SA Alfa Romeo                 | Alfa Romeo    | Alfa Romeo 158          | Alfa Romeo L8s | P    |
| 4  | Luigi Fagioli         | SA Alfa Romeo                 | Alfa Romeo    | Alfa Romeo 158          | Alfa Romeo L8s | P    |
| 6  | Juan Manuel Fangio    | SA Alfa Romeo                 | Alfa Romeo    | Alfa Romeo 158          | Alfa Romeo L8s | P    |
| 8  | Luigi Villoresi       | Scuderia Ferrari              | Ferrari       | Ferrari 125             | Ferrari V12s   | P    |
| 10 | Alberto Ascari        | Scuderia Ferrari              | Ferrari       | Ferrari 125             | Ferrari V12s   | P    |
| 12 | Raymond Sommer        | Automobiles Talbot-Darracq SA | Talbot-Lago   | Talbot-Lago T26C-GS     | Talbot L6      | D    |
| 14 | Peter Whitehead       | Privatnik                     | Ferrari       | Ferrari 125             | Ferrari V12s   | P    |
| 16 | Philippe Étancelin    | Privatnik                     | Talbot-Lago   | Talbot-Lago T26C-DA     | Talbot L6      | D    |
| 18 | Yves Giraud Cabantous | Automobiles Talbot-Darracq SA | Talbot-Lago   | Talbot-Lago T26C-DA     | Talbot L6      | D    |
| 20 | Louis Rosier          | Automobiles Talbot-Darracq SA | Talbot-Lago   | Talbot-Lago T26C-DA     | Talbot L6      | D    |
| 22 | Pierre Levegh         | Privatnik                     | Talbot-Lago   | Talbot-Lago T26C        | Talbot L6      | D    |
| 24 | Eugene Chaboud        | Ecurie Lutetia                | Talbot-Lago   | Talbot-Lago T26C        | Talbot L6      | D    |
| 26 | Charles Pozzi         | Privatnik                     | Talbot-Lago   | Talbot-Lago T26C        | Talbot L6      | D    |
| 28 | Franco Rol            | Officine Alfieri Maserati     | Maserati      | Maserati 4CLT-48        | Maserati L4s   | P    |
| 30 | Louis Chiron          | Officine Alfieri Maserati     | Maserati      | Maserati 4CLT-48        | Maserati L4s   | P    |
| 32 | Reg Parnell           | Scuderia Ambrosiana           | Maserati      | Maserati 4CLT-48        | Maserati L4s   | D    |
| 34 | David Hampshire       | Scuderia Ambrosiana           | Maserati      | Maserati 4CLT-48        | Maserati L4s   | D    |
| 36 | José Froilán González | Scuderia Achille Varzi        | Maserati      | Maserati 4CLT-48        | Maserati L4s   | P    |
| 38 | Gianfranco Comotti    | Scuderia Achille Varzi        | Maserati      | Maserati 4CLT-48        | Maserati L4s   | P    |
| 40 | Felice Bonetto        | Scuderia Milano               | Maserati      | Maserati Milano 4CLT-50 | Maserati L4s   | P    |
| 42 | Johnny Claes          | Ecurie Belge                  | Talbot-Lago   | Talbot-Lago T26C        | Talbot L6      | D    |
| 44 | Robert Manzon         | Equipe Gordini                | Simca-Gordini | Simca-Gordini T15       | Gordini L4s    | E    |

## Rezultati

### Kvalifikacije
| Poz | Št | Dirkač                | Konstruktor        | Čas       | Zaostanek |
| --- | -- | --------------------- | ------------------ | --------- | --------- |
| 1   | 6  | Juan Manuel Fangio    | Alfa Romeo         | 2:30,6    | -         |
| 2   | 2  | Nino Farina           | Alfa Romeo         | 2:32,5    | + 1,9     |
| 3   | 4  | Luigi Fagioli         | Alfa Romeo         | 2:34,7    | + 4,1     |
| 4   | 16 | Philippe Étancelin    | Talbot-Lago-Talbot | 2:39,0    | + 8,4     |
| 5   | 18 | Yves Giraud Cabantous | Talbot-Lago-Talbot | 2:42,7    | + 12,1    |
| 6   | 20 | Louis Rosier          | Talbot-Lago-Talbot | 2:46,0    | + 15,4    |
| 7   | 28 | Franco Rol            | Maserati           | 2:46,7    | + 16,1    |
| 8   | 36 | José Froilán González | Maserati           | 2:48,0    | + 17,4    |
| 9   | 22 | Pierre Levegh         | Talbot-Lago-Talbot | 2:49,0    | + 18,4    |
| 10  | 24 | Eugène Chaboud        | Talbot-Lago-Talbot | brez časa | -         |
| 11  | 40 | Felice Bonetto        | Maserati-Milano    | brez časa | -         |
| 12  | 32 | Reg Parnell           | Maserati           | brez časa | -         |
| 13  | 44 | Robert Manzon         | Simca-Gordini      | brez časa | -         |
| 14  | 30 | Louis Chiron          | Maserati           | brez časa | -         |
| 15  | 42 | Johnny Claes          | Talbot-Lago-Talbot | brez časa | -         |
| 16  | 26 | Charles Pozzi         | Talbot-Lago-Talbot | brez časa | -         |
| 17  | 12 | Raymond Sommer        | Talbot-Lago-Talbot | brez časa | -         |
| 18  | 34 | David Hampshire       | Maserati           | brez časa | -         |
| 19  | 14 | Peter Whitehead       | Ferrari            | brez časa | -         |

### Štartna vrsta
| 1. vrsta | 3. poz.                        |                                         | 2. poz.                      |                              | 1. poz.                     |
|          | Fagioli Alfa Romeo 2:34,7      |                                         | Farina Alfa Romeo 2:32,5     |                              | Fangio Alfa Romeo 2:30,6    |
| 2. vrsta |                                | 5. poz.                                 |                              | 4. poz.                      |                             |
|          |                                | Cabantous Talbot-Lago 2:42,7            |                              | Étancelin Talbot-Lago 2:39,0 |                             |
| 3. vrsta | 8. poz.                        |                                         | 7. poz.                      |                              | 6. poz.                     |
|          | González Maserati 2:48,0       |                                         | Rol Maserati 2:46,7          |                              | Rosier Talbot-Lago 2:46,0   |
| 4. vrsta |                                | 10. poz.                                |                              | 9. poz.                      |                             |
|          |                                | ( ) (Chaboud) (Talbot-Lago) (Brez časa) |                              | Levegh Talbot-Lago 2:49,0    |                             |
| 5. vrsta | 13. poz.                       |                                         | 12. poz.                     |                              | 11. poz.                    |
|          | Manzon Simca-Gordini Brez časa |                                         | Parnell Maserati Brez časa   |                              | Bonetto Maserati Brez časa  |
| 6. vrsta |                                | 15. poz.                                |                              | 14. poz.                     |                             |
|          |                                | Claes Talbot-Lago Brez časa             |                              | Chiron Maserati Brez časa    |                             |
| 7. vrsta | 18. poz.                       |                                         | 17. poz.                     |                              | 16. poz.                    |
|          | Hampshire Maserati Brez časa   |                                         | Sommer Talbot-Lago Brez časa |                              | Pozzi Talbot-Lago Brez časa |
| 8. vrsta |                                |                                         |                              | 19. poz.                     |                             |
|          |                                |                                         |                              | Whitehead Ferrari 2:06,2     |                             |

### Dirka
| Poz | Št | Dirkač                | Konstruktor        | Krogi | Čas/Odstop        | Št. m. | Toč |
| --- | -- | --------------------- | ------------------ | ----- | ----------------- | ------ | --- |
| 1   | 6  | Juan Manuel Fangio    | Alfa Romeo         | 64    | 2:57:52,8         | 1      | 9   |
| 2   | 4  | Luigi Fagioli         | Alfa Romeo         | 64    | + 25,7 s          | 3      | 6   |
| 3   | 14 | Peter Whitehead       | Ferrari            | 61    | +3 krogi          | 18     | 4   |
| 4   | 44 | Robert Manzon         | Simca-Gordini      | 61    | +3 krogi          | 12     | 3   |
| 5   | 16 | Philippe Étancelin    | Talbot-Lago-Talbot | 59    | +5 krogov         | 4      | 1   |
| 5   | 16 | Eugene Chaboud        | Talbot-Lago-Talbot | 59    | +5 krogov         | 4      | 1   |
| 6   | 26 | Charles Pozzi         | Talbot-Lago-Talbot | 56    | +8 krogov         | 15     |     |
| 6   | 26 | Louis Rosier          | Talbot-Lago-Talbot | 56    | +8 krogov         | 15     |     |
| 7   | 2  | Nino Farina           | Alfa Romeo         | 55    | Črpalka za gorivo | 2      |     |
| 8   | 18 | Yves Giraud Cabantous | Talbot-Lago-Talbot | 52    | +12 krogov        | 5      |     |
| Ods | 22 | Pierre Levegh         | Talbot-Lago-Talbot | 36    | Motor             | 9      |     |
| Ods | 40 | Felice Bonetto        | Maserati           | 14    | Motor             | 10     |     |
| Ods | 42 | Johnny Claes          | Talbot-Lago-Talbot | 11    | Pregrevanje       | 14     |     |
| Ods | 42 | Louis Rosier          | Talbot-Lago-Talbot | 10    | Pregrevanje       | 6      |     |
| Ods | 32 | Reg Parnell           | Maserati           | 9     | Motor             | 11     |     |
| Ods | 28 | Franco Rol            | Maserati           | 6     | Motor             | 7      |     |
| Ods | 30 | Louis Chiron          | Maserati           | 6     | Motor             | 13     |     |
| Ods | 34 | David Hampshire       | Maserati           | 5     | Motor             | 17     |     |
| Ods | 12 | Raymond Sommer        | Talbot-Lago-Talbot | 4     | Pregrevanje       | 16     |     |
| Ods | 36 | José Froilán González | Maserati           | 3     | Motor             | 8      |     |